# Велики дебели лажљивац
Велики дебели лажљивац (енгл. Big Fat Liar) америчка је филмска комедија из 2002. године, у режији Шона Ливија, по сценарију Дена Шнајдера. Главне улоге тумаче Френки Муниз, Пол Џијамати и Аманда Бајнс. Говори о 14-годишњем компулзивном лажљивцу Џејсону Шепарду, чији књижевни задатак украде арогантни холивудски сценариста и продуцент Марти Вулф, који касније планира да га искористи за снимање истоименог филма. Приказан је 8. фебруара 2002. године.

## Радња
14-годишњи Џејсон Шеперд (Френки Муниз) има један велики проблем. Наиме, изразито му је тешко присилити себе да говори истину, због чега почиње губити поверење свога оца. Покушавајући да побољша своју школску оцену писањем есеја, Џејсон упадне у још веће невоље када се возећи бицикл судари с филмским продуцентом Мартијем Вулфом (Пол Џијамати). После судара, његов есеј се помеша с Мартијевим папирима, док ће продуцент касније искоритстити Џејсонов искрени есеј о лагању као темељ свога новог хита. Када Џејсон то сазна, заједно с најбољом пријатељицом Кејли (Аманда Бајнс) запутиће се директно у Лос Анђелес, како би успео вратити очево поверење.

## Улоге
| Глумац               | Улога         |
| -------------------- | ------------- |
| Френки Муниз         | Џејсон Шеперд |
| Пол Џијамати         | Марти Вулф    |
| Аманда Бајнс         | Кејли         |
| Аманда Детмер        | Монти Киркхам |
| Доналд Фејсон        | Френк Џексон  |
| Сандра Оу            | Филис Колдвел |
| Расел Хорнсби        | Маркус Данкан |
| Мајкл Брајан Френч   | Хари Шеперд   |
| Кристина Тучи        | Керол Шеперд  |
| Ли Мајорс            | Винс          |
| Шон О’Брајан         | Лео           |
| Ејми Хил             | Џослин Дејвис |
| Џон Чо               | Дасти Вонг    |
| Метју Фрауман        | Лестер Голуб  |
| Дон Јесо             | Роко Малон    |
| Ребека Кори          | Астрид Бејкер |
| Спаркл               | Перл          |
| Таран Килам          | Брет Калавеј  |
| Александра Брекенриџ | Џејни Шеперд  |
| Нед Брауер           | Руди          |
| Пат О’Брајен         | себе          |
| Брајан Турк          | Машер         |